# 2012 en natation
| Années de la natation : 2009 - 2010 - 2011 - 2012 - 2013 - 2014 - 2015    |
| Décennies de la natation : 1980 - 1990 - 2000 - 2010 - 2020 - 2030 - 2040 |

Cet article présente les faits marquants de l'année 2012 en natation : natation sportive, natation synchronisée, plongeon et water-polo.

## Calendrier international
- 22 janvier au 11 août : huit étapes du Grand Prix FINA de nage en eau libre 2012.
- 29 janvier au 14 octobre : huit étapes de la  Coupe du monde de marathon FINA de nage en eau libre 2012.
- 10 février au 24 juin : six étapes du Grand Prix FINA de plongeon 2012.
- 20 au 26 février : Coupe du monde de plongeon 2012 à Londres, au Royaume-Uni.
- 14 au 27 mai : Championnats d'Europe de natation 2012 à Eindhoven (plongeon et natation synchronisée), aux Pays-Bas, et Debrecen (natation sportive), en Hongrie.
- 27 juillet au 12 août : Jeux olympiques d'été à Londres, au Royaume-Uni (natations sportive et synchronisée, plongeon et water-polo).
- 5 au 9 septembre : Championnats d'Europe de nage en eau libre 2012 à Piombino (Italie).
- 22 au 25 novembre : Championnats d'Europe de natation en petit bassin 2012 à Chartres, en France.
- 12 au 16 décembre : Championnats du monde de natation en petit bassin 2012 à İstanbul, en Turquie.

## Événements

### Février
- 16 février : après avoir eu du mal à trouver une ville candidate unique et avoir désigné deux villes pour les Championnats d'Europe de natation 2012, la Ligue européenne de natation annonce que les épreuves de natations sportive et synchronisée auront lieu à Debrecen, en Hongrie, au lieu d’Anvers, en Belgique[1].

### Mai
- 14 au 20 mai : épreuves de plongeon aux championnats d’Europe 2012 à Eindhoven (Pays-Bas).

- 21 au 27 mai : épreuves de natation sportive aux championnats d’Europe 2012 à Debrecen (Hongrie).

- 23 au 27 mai : épreuves de natation synchronisée aux championnats d’Europe 2012 à Eindhoven (Pays-Bas).

## Compétitions de natation sportive

### Juillet
- 28 au 4 (août) : natation sportive aux Jeux Olympiques 2012 à Londres (Royaume-Uni).
  - 28 juillet : lors de la finale, Sun Yang (Chine) bat le record olympique du 800 m nage libre.
  - 29 juillet : lors de la finale, Cameron van der Burgh (Afrique du Sud) bat le record du monde du 100 m brasse.
  - 29 juillet : lors de la finale, Dana Vollmer (États-Unis) bat le record du monde du 100 m papillon.
  - 29 juillet : lors de la finale, Ye Shiwen (Chine) bat le record du monde du 400 m 4 nages.
  - 29 juillet : lors de la finale, Camille Muffat (France) bat le record olympique du 400 m nage libre.
  - 30 juillet : lors de la finale, Matt Grevers (États-Unis) bat le record olympique du 100 m dos.
  - 30 juillet : lors de la finale, Missy Franklin (États-Unis) bat le record olympique du 100 m dos.
  - 31 juillet : lors de la finale, Ye Shiwen (Chine) bat le record olympique du 200 m 4 nages.

### Août
- 28 (juillet) au 4 : natation sportive aux Jeux Olympiques 2012 à Londres (Royaume-Uni).
  - 1er août : lors de la finale, Daniel Gyurta (Hongrie) bat le record du monde du 200 m brasse.
  - 1er août : lors des demi-finales, Rebecca Soni (États-Unis) bat le record du monde du 200 m brasse.
  - 2 août : lors de la finale, Rebecca Soni (États-Unis) bat le record du monde et le record olympique du 200 m brasse, qu'elle avait déjà battu la veille.
  - 2 août : lors de la finale, Tyler Clary (États-Unis) bat le record olympique du 200 m dos.
  - 2 août : lors de la finale, Ranomi Kromowidjojo (Pays-Bas) bat le record olympique du 100 m nage libre.
  - 3 août : lors de la finale Missy Franklin (États-Unis) bat le record du monde et le record olympique du 200 m dos.
  - 4 août : lors de la finale, Sun Yang (Chine) bat le record du monde et le record olympique du 1 500 m nage libre.
  - 4 août : lors de la finale, Ranomi Kromowidjojo (Pays-Bas) bat le record olympique du 50 m nage libre.
  - 4 août : lors de la finale, le relais américain (Missy Franklin, Rebecca Soni, Dana Vollmer, Allison Schmitt) bat le record du monde du 4 x 100 4 nages féminin.

### Septembre
- 15 septembre : lors des Championnats du Japon de natation 2012, Akihiro Yamaguchi (Japon) bat le record du monde du 200 m brasse détenu par Daniel Gyurta (Hongrie) depuis à peine deux mois.

### Novembre
- 15 au 18 novembre : Championnats de France de natation en petit bassin 2012 à Angers (France).

- - 15 novembre : lors de la finale, Yannick Agnel (France) bat le record du monde en petit bassin du 400 m nage libre.
  - 16 novembre : lors de la finale, Yannick Agnel (France) bat le record d'Europe en petit bassin du 800 m nage libre.
  - 16 novembre : lors des séries, Camille Muffat (France) bat le record du monde en petit basin du 800 m nage libre.
- 22 au 25 novembre : Championnats d'Europe de natation en petit bassin 2012 à Chartres (France).
  - 24 novembre : lors de la finale, Camille Muffat (France) bat le record du monde en petit bassin du 400 m nage libre.

### Décembre
- 12 au 16 décembre : Championnats du monde de natation en petit bassin 2012 à Istanbul (Turquie).
  - 14 décembre : lors de la finale, le relais danois (Mie Nielsen, Rikke Møller Pedersen, Jeanette Ottesen Gray, Pernille Blume) bat le record d'Europe en petit bassin du 4 x 100 4 nages.
  - 14 décembre : lors de la finale, Ryan Lochte (États-Unis) bat le record du monde en petit bassin du 200 m 4 nages.
  - 15 décembre : lors des demi-finales, Ryan Lochte (États-Unis) bat le record du monde en petit bassin du 100 m 4 nages.

## Compétitions de natation synchronisée
- 23 au 27 mai : lors des épreuves de natation synchronisée des championnats d’Europe 2012, à Debrecen (Hongrie), les équipes d’Espagne (par équipes et combiné) et de Russie (solo et duo) se partagent les quatre médailles d’or en jeu. Celle d'Espagne avec celle d’Ukraine est présente sur chacun des quatre podiums.

## Compétitions de plongeon

### Février
- 20 au 26 février : lors de la Coupe du monde de plongeon 2012, à Londres, les sportifs chinois remportent les médailles d’or des huit compétitions en jeu[2].

### Mai
- 14 au 20 mai : lors des épreuves de plongeon des championnats d’Europe 2012, à Eindhoven (Pays-Bas), la Suédoise Anna Lindberg remporte deux médailles d’or et le Français Matthieu Rosset une de bronze et deux d’or, dont celle de l’épreuve mixte avec Audrey Labeau. Par nation, les équipes d'Ukraine et de Russie repartent avec huit médailles chacune.

## Principaux décès
- 23 janvier : Klaas van de Pol, nageur, arbitre de water-polo et dirigeant néerlandais : président de la Koninklijke Nederlandse Zwembond de 1978 à 1991 et président de la Ligue européenne de natation de 1986 à 1990[3],